# Hirmoneura punctipennis
Hirmoneura punctipennis är en tvåvingeart som beskrevs av Philippi 1865. Hirmoneura punctipennis ingår i släktet Hirmoneura och familjen Nemestrinidae. Inga underarter finns listade i Catalogue of Life.